# 段末波
段 末波（だん まつは、拼音：Duàn Mòbō、? - 325年）は、鮮卑段部の大人。『晋書』は段末杯と、『資治通鑑』では段末柸と表記している。段疾陸眷・段匹磾の従弟である。子に段勤がいる。

## 生涯
勇悍と謡われる段部の中でも段末波は最も精強であり、率いる兵も精鋭揃いであったという。
312年12月、幽州刺史王浚が石勒討伐の兵を興して本拠地襄国に進軍させると、段部の大人段疾陸眷は5万の兵を率いてこれに応じ、段末波もまた従軍した。討伐軍は渚陽まで至ると、迎え撃って来た石勒軍の諸将を全て撃破し、そのまま一気呵成に攻城戦の準備に取り掛かった。だが、石勒は予め孔萇に命じて北城に突門を造らせて伏兵を配しており、段部の布陣がまだ整っていないのを確認すると、孔萇に命じて奇襲を掛けさせた。孔萇が段末波の陣営へと到来すると、段末波はこれを返り討ちにし、すぐさま孔萇軍に追撃を掛けて城門へと侵入したが、石勒はこれを読んでおり、ここにも伏兵を配置していた。これによって、段末波は生け捕られた。同様に急襲を受けていた段疾陸眷らは、段末波の敗北を知ると散り散りに逃げ去った。
段疾陸眷は敗残兵を収集し、渚陽に兵を留めると、石勒の下へ使者を立てて講和を求めた。また鎧馬と金銀を送り、合わせて段末波の弟3人を人質に差し出して、段末波との身柄交換も求めた。諸将は段末波を殺して敵の戦意を挫く事を勧めたが、石勒は「遼西鮮卑の段部と言えば強国であり、我らとの間に怨恨など全くなく、ただ王浚に利用されたに過ぎぬ。今、段末波1人を殺して、1国から怨みを買うのは避けるべきであろう。彼を解放してやれば必ずや我らに感謝し、二度と王浚に利用される事も無くなろう」と言い、人質交換に応じた。石勒は段末波を酒宴に呼び出すと、父子の誓いを交わし、使持節・安北将軍に任じ、北平公に封じて遼西へと帰還させた。段末波は石勒の厚恩に感じ入り、帰路の途中、日毎に南へ向かって3度拝礼したという。またこれ以降、段末波は南を向いて放尿せず、ある者が理由を問うと「わが父は南におられるからだ」と答えた。段末波が石勒に感謝する様はこれほどであった。
7月、段匹磾（段疾陸眷の弟）は劉琨と共に石勒討伐を目論んで固安に進駐すると、段疾陸眷・段渉復辰・段末波らを招集した。石勒は参軍王続を段末波の下に派遣し、貢物を贈って離間させようとした。段末波はかつて石勒に受けた恩に報いようと考えており、そこへ手厚い賄賂が贈られたので、段匹磾に応じるのを取りやめた。また、段疾陸眷らへ「父兄が子弟に従うのは恥ではないでしょうか。また、仮に功績を挙げたとしても、匹磾がこれを独占するでしょう。我らに一体何の益がありましょう！」と述べたので、段疾陸眷は軍を撤退させた。劉琨と段匹磾は勢いを削がれ、止む無く退却した。
318年1月、段疾陸眷が病死した。彼の子は幼かったので、代わって段渉復辰が継いだ。薊城を統治していた段匹磾は兄の死を聞き、段部の本拠である令支に向かった。この時、段匹磾は密かに段末波と段驎（段務勿塵の従兄弟）を殺して国権を掌握しようと目論んでいたが、その側近が段末波にこの事を密告したので、段末波は段渉復辰へ「匹磾が来るのは、簒奪の意志があるからです」と告げると、段渉復辰はこれに同意した。その為、段匹磾が右北平に入ると、段渉復辰は兵を発してその前進を阻んだ。この時、段末波は隙を突いて段渉復辰を襲撃し、段渉復辰とその子弟を始め一派の者をみな誅殺すると、自ら単于を称して自立した。さらに、段末波は段匹磾を撃ち破って全滅に近い大損害を与えた。段匹磾はかろうじて薊城へ逃れたが、劉琨の嫡男である劉羣は捕らわれとなった。段末波は劉琨を味方に引き入れて共に段匹磾を討とうと思い、劉羣を礼遇して劉琨を幽州刺史と認め、さらに劉羣には劉琨へ内応を要請する書状を書かせ、密偵を放って劉琨の下へ送り届けさせた。その密偵は途中で捕まってしまったが、これにより段匹磾は劉琨を疑うようになった。5月、段匹磾は劉琨を誅殺した。劉琨の従事中郎盧諶・崔悦らは劉琨の兵を率いて段末波を頼って遼西へ逃れた。その後、段末波は東晋へ使者を派遣している。
これ以降、段末波は段匹磾と互いに攻め合うようになり、段部の部衆は離散してしまう事となった。
5月、段末波は弟に騎兵を与えて段匹磾を攻撃させると、段匹磾は兵数千を引き連れて厭次に割拠する邵続の下に逃走を図った。だが、石勒配下の石越より攻撃を受け、塩山で大敗を喫したので、再び薊城に戻った。この後、段末波は幽州刺史と自称した。
319年12月、遼東を治める東晋の平州刺史・東夷校尉崔毖の呼びかけにより、段末波は慕容部討伐の兵を挙げた。宇文部・高句麗もまた呼びかけに応じてそれぞれ軍を動かした。三国が慕容部の本拠地棘城に攻撃を仕掛けると、首領の慕容廆は門を閉じて籠城すると共に、宇文部の下に使者を送り、牛肉や酒を手厚く贈り届けさせ、大きな声で「崔毖から昨日、使者が来ましたぞ」と話させた。これを伝え聞いた段部軍は、宇文部と慕容廆が裏で通じているのではないかと疑い、兵を退却させた。
320年1月、段匹磾を攻撃して撃ち破った。だが、段匹磾は邵続の支援を受けて反撃し、段末波は大敗を喫して軍はほぼ全滅した。
321年3月、厭次が陥落し、段匹磾・段文鴦らはみな捕らえられた。これにより段部は再び統一された。段末波は後に朝廷より幽州刺史の位を追認された。
322年12月、慕容廆の世子である慕容皝が令支へ侵攻し、住民千家余りを略奪してから帰還した。
325年3月、段末波は死去し、弟の段牙が後を継いだ。

## 宗室
- 男子：段勤、段思、段聡、段儀（疑義有り[2]、段元妃と段季妃の父）
- 女子：成昭皇后、段妃（疑義有り）

## 参考資料
- 『魏書』（列伝第九十一）
- 『晋書』（元帝明帝紀、列伝第三十三、第三十二）
- 『資治通鑑』（巻八十八 - 巻九十三）